# Campylaspis platyuropus
Campylaspis platyuropus är en kräftdjursart som beskrevs av William Thomas Calman 1911. Campylaspis platyuropus ingår i släktet Campylaspis och familjen Nannastacidae. Inga underarter finns listade i Catalogue of Life.